# 潘村
潘村（法語：Pin，法語發音：[pɛ̃] ⓘ）是法国上索恩省的一个市镇，属于沃苏勒区。

## 地理
潘村（47°19'22"N, 5°51'52"E）面积14.04 平方千米，位于法国勃艮第-弗朗什-孔泰大區上索恩省，该省份为法国东部内陆省份，北起顺时针与孚日省、贝尔福地区省、杜省、汝拉省、科多尔省和上马恩省接壤。
与潘村接壤的市镇（或旧市镇、城区）包括：欧托雷耶、埃马尼、博莫特莱潘、热济耶和丰特讷莱、蒙克莱。

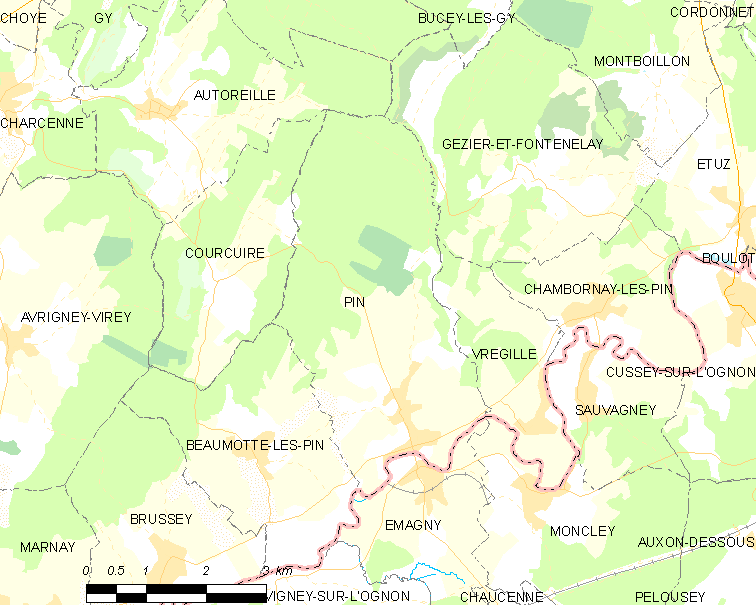
潘村的OSM定位图

潘村的时区为UTC+01:00、UTC+02:00（夏令时）。

## 行政
潘村的邮政编码为70150，INSEE市镇编码为70410。

## 政治
潘村所属的省级选区为马尔奈县。

## 人口

1962-2008年间潘村人口变化图示

潘村于2022年1月1日时的人口数量为731人。